# Unax Ugalde

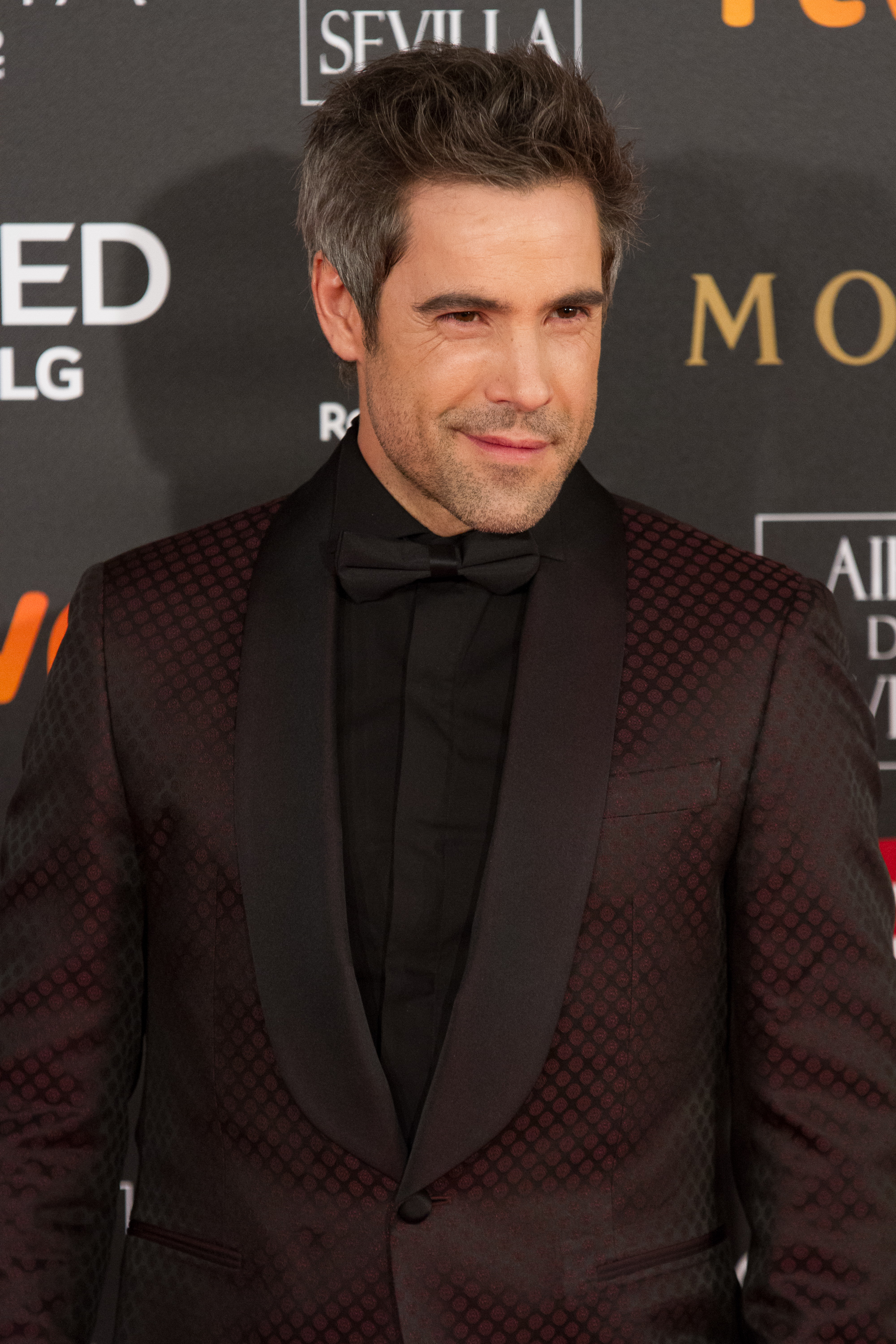
Unax Ugalde (2018) Bei der Verleihung des Goya

Unax Ugalde Gutiérrez (gesprochen: [uˈnaʃ uˈgalˌde]; * 27. November 1978 in Vitoria-Gasteiz) ist ein spanischer Schauspieler.

## Leben und Karriere
Ugalde begann seine Karriere mit Gastrollen in verschiedenen spanischen Fernsehserien. 2000 spielte er in dem Kurzfilm Jardines deshabitados und wurde dafür auf dem Málaga Spanish Film Festival ausgezeichnet.
2004 war Ugalde in Gracia Querejetas Drama Héctor zu sehen. Dies brachte ihm eine Nominierung als bester Nebendarsteller für den Goya 2005 ein. 2005 verkörperte Ugalde den Schwulen Miguel in Schwule Mütter ohne Nerven.
2006 spielte Ugalde neben Viggo Mortensen in Alatriste und zusammen mit Javier Bardem, Natalie Portman und Stellan Skarsgård in Goyas Geister. 2007 war er in Mike Newells Die Liebe in den Zeiten der Cholera und neben Julianne Moore in Wilde Unschuld zu sehen.
2010 drehte er die Romantikkomödie Bon appétit mit Nora Tschirner.

## Auszeichnungen
- 2005: Goya-Nominierung in der Kategorie Bester Nebendarsteller in Héctor

## Filmografie (Auswahl)
- 2003: Tod auf dem Meer (Cámara oscura)
- 2004: Héctor
- 2005: Schwule Mütter ohne Nerven (Reinas)
- 2005: Rosario, die Scherenfrau (Rosario Tijeras)
- 2006: Alatriste
- 2006: Die Borgias (Los Borgia)
- 2006: Goyas Geister (Goya's Ghosts)
- 2007: Wilde Unschuld (Savage Grace)
- 2007: Die Liebe in den Zeiten der Cholera (Love in the Time of Cholera)
- 2008: Che - Revolucion (Che: Part One)
- 2010: Bon appétit
- 2010: Love Storming (No controles)
- 2011: Glaube, Blut und Vaterland (There Be Dragons)
- 2012: Dracula 3D
- 2020: La Valla – Überleben an der Grenze (La Valla, Fernsehserie)